# Smithburne River
Smithburne River är ett vattendrag i Australien. Det ligger i delstaten Queensland, omkring 1 700 kilometer nordväst om delstatshuvudstaden Brisbane.
Omgivningarna runt Smithburne River är huvudsakligen savann. Trakten runt Smithburne River är nära nog obefolkad, med mindre än två invånare per kvadratkilometer. Savannklimat råder i trakten. Genomsnittlig årsnederbörd är 999 millimeter. Den regnigaste månaden är mars, med i genomsnitt 298 mm nederbörd, och den torraste är augusti, med 1 mm nederbörd.